# Hajnal-Linie

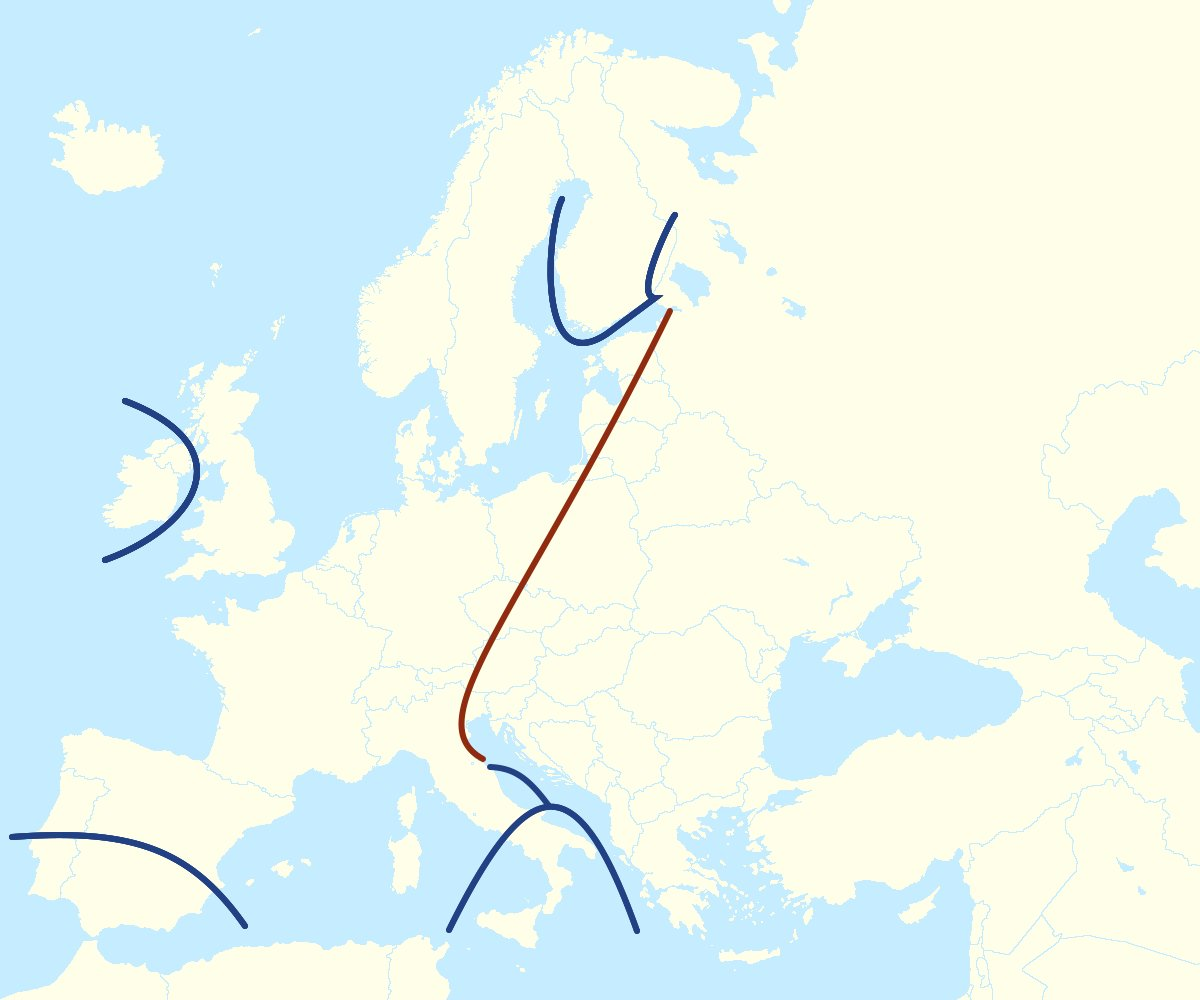
Hajnal-Linie

Die Hajnal-Linie ist eine imaginäre Linie, die zwischen Sankt Petersburg und Triest verläuft. Einige Gebiete in Westeuropa wie Irland, Finnland, der Süden der Iberischen Halbinsel und Süditalien liegen ebenfalls außerhalb dieser Linie. Im Jahr 1965 stellte der ungarisch-britische Ökonom und Mathematiker John Hajnal die Hypothese auf, dass sie Europa in zwei Gebiete mit unterschiedlichem Praktiken in Heirat, Fertilität und Eheschließung teilt. Nach Hajnal waren westlich der Linie die Heiratsraten und damit die Fruchtbarkeit vergleichsweise niedrig, und eine bedeutende Minderheit von Frauen heiratete spät oder blieb ledig; östlich der Linie und im Mittelmeerraum sowie in einigen Gebieten Nordwesteuropas waren frühe Eheschließungen die Norm, und der hohen Fruchtbarkeit stand eine hohe Sterblichkeit gegenüber. Die ersteren Gebiete gehörten damit zu den ersten Gebieten der Welt mit einem demografischen Übergang. Das früheste Konzept der Theorie wurde von Werner Conze im Rahmen seiner Forschung zu Osteuropa entwickelt, welche dem Nationalsozialismus nahestand.
Die Gründe für das Entstehen von bedeutenden Unterschieden im Heiratsverhalten sind unbekannt, gleichzeitig konnte die These von bedeutenden Unterschieden zwischen den Verhältnissen in Westeuropa und denen in Osteuropa und dem Rest der Welt bei Eheschließung nicht widerlegt werden. Häufig wird ein Einfluss der lateinischen Christenheit (Katholizismus und Protestantismus) vermutet. Auch wird vermutet, dass niedrigere Sterblichkeit und spätere Heiratsalter die Ausbreitung des Kapitalismus in Westeuropa begünstigt haben. Laut der nahestehenden Theorie des Anthropologen Joseph Henrich führten die kirchlichen Eheregeln, einschließlich des Verbots enge Verwandte zu heiraten, zur Zerstörung der clanbasierten Gesellschaft in Europa und zu stärkerem gesellschaftlichen Individualismus, welcher die Aufklärung und die Entstehung des modernen Kapitalismus ermöglichte.